# Tour de Colombie 1955
Le Tour de Colombie 1955, qui se déroule du 21 mai au 12 juin 1955, est remporté pour la troisième fois consécutive par le Colombien Ramón Hoyos qui domine largement cette épreuve en remportant 12 des 18 étapes, record encore d'actualité en 2014.